# 查理·席爾維拉
查理·安東尼·萊恩·席爾維拉（英語：Charles Anthony Ryan Silvera，1924年10月13日—2019年9月7日），綽號「瑞典佬」，為美國職棒大聯盟的捕手。生涯曾效力過洋基和小熊等隊，他生涯一共拿下6次世界大賽冠軍。

## 早年
席爾維拉生於舊金山，1942年加盟洋基隊。1943年至1945年間，他因為二戰加入美軍服役而缺席三年。1946年，他回到洋基3A，繼續他的職棒生涯。

## 紐約洋基
1948年9月29日，席爾維拉登上大聯盟。他在初登板就敲出3支安打，隔天又再度擊出3支安打。
1949年，他成為球隊捕手尤吉·貝拉的替補。當時貝拉在8月因為拇指受傷而缺陣，不過席爾維拉繳出3成29打擊率與8分打點的成績，完全補上貝拉缺陣時的火力。這年他的出賽數58場和13分打點都是生涯新高。
1949年世界大賽，席爾維拉在第二場留下2打數無安打的數據。儘管日後他隨隊拿下6座冠軍，他卻只有在世界大賽出場那麼一次而已。

## 芝加哥小熊
1957年，洋基隊用席爾維拉向小熊隊交易來捕手Harry Chiti。小熊隊的日籍教練河野悠還讓席爾維拉穿上尤吉·貝拉代表的8號球衣。不過他在該年5月底因為腳踝扭傷而缺席了三週。他只在小熊隊出賽26場比賽，繳出2持08的打擊率後遭到釋出。

## 晚年
被小熊隊釋出後，席爾維拉重返洋基隊2A擔任球員兼總教練。在卸下球員身分後，席爾維拉擔任參議員隊的球探。
1997年，席爾維拉曾在馬林魚隊擔任球探。後來球隊在奪冠後還頒發一枚冠軍戒給他。
2019年9月7日，高齡94歲的席爾維拉去世。在洋基五連霸期間都有拿下冠軍戒的12名球員中，席爾維拉是最長壽的一位。

## 外部連結
- 球員資訊和成績在MLB，ESPN，Baseball-Reference，Fangraphs（英文）